# Parks (Louisiana)
Parks és una població dels Estats Units a l'estat de Louisiana. Segons el cens del 2000 tenia 533 habitants.

## Demografia
Segons el cens del 2000, Parks tenia 533 habitants, 207 habitatges, i 150 famílies. La densitat de població era de 260,5 habitants/km².
Dels 207 habitatges en un 27,1% hi vivien nens de menys de 18 anys, en un 51,2% hi vivien parelles casades, en un 15,5% dones solteres, i en un 27,5% no eren unitats familiars. En el 26,1% dels habitatges hi vivien persones soles el 12,6% de les quals corresponia a persones de 65 anys o més que vivien soles. El nombre mitjà de persones vivint en cada habitatge era de 2,57 i el nombre mitjà de persones que vivien en cada família era de 3,09.
Per edats la població es repartia de la següent manera: un 22% tenia menys de 18 anys, un 9,6% entre 18 i 24, un 26,3% entre 25 i 44, un 28,3% de 45 a 60 i un 13,9% 65 anys o més.
L'edat mediana era de 40 anys. Per cada 100 dones de 18 o més anys hi havia 84,1 homes.
La renda mediana per habitatge era de 33.958 $ i la renda mediana per família de 36.042 $. Els homes tenien una renda mediana de 30.909 $ mentre que les dones 22.500 $. La renda per capita de la població era de 16.191 $. Entorn del 13,1% de les famílies i el 15,7% de la població estaven per davall del llindar de pobresa.

## Poblacions més properes
El següent diagrama mostra les poblacions més properes.